# Nymphon gruveli
Nymphon gruveli is een zeespin uit de familie Nymphonidae. De soort behoort tot het geslacht Nymphon. Nymphon gruveli werd in 1910 voor het eerst wetenschappelijk beschreven door Bouvier. 